# Max Brückner (artista)

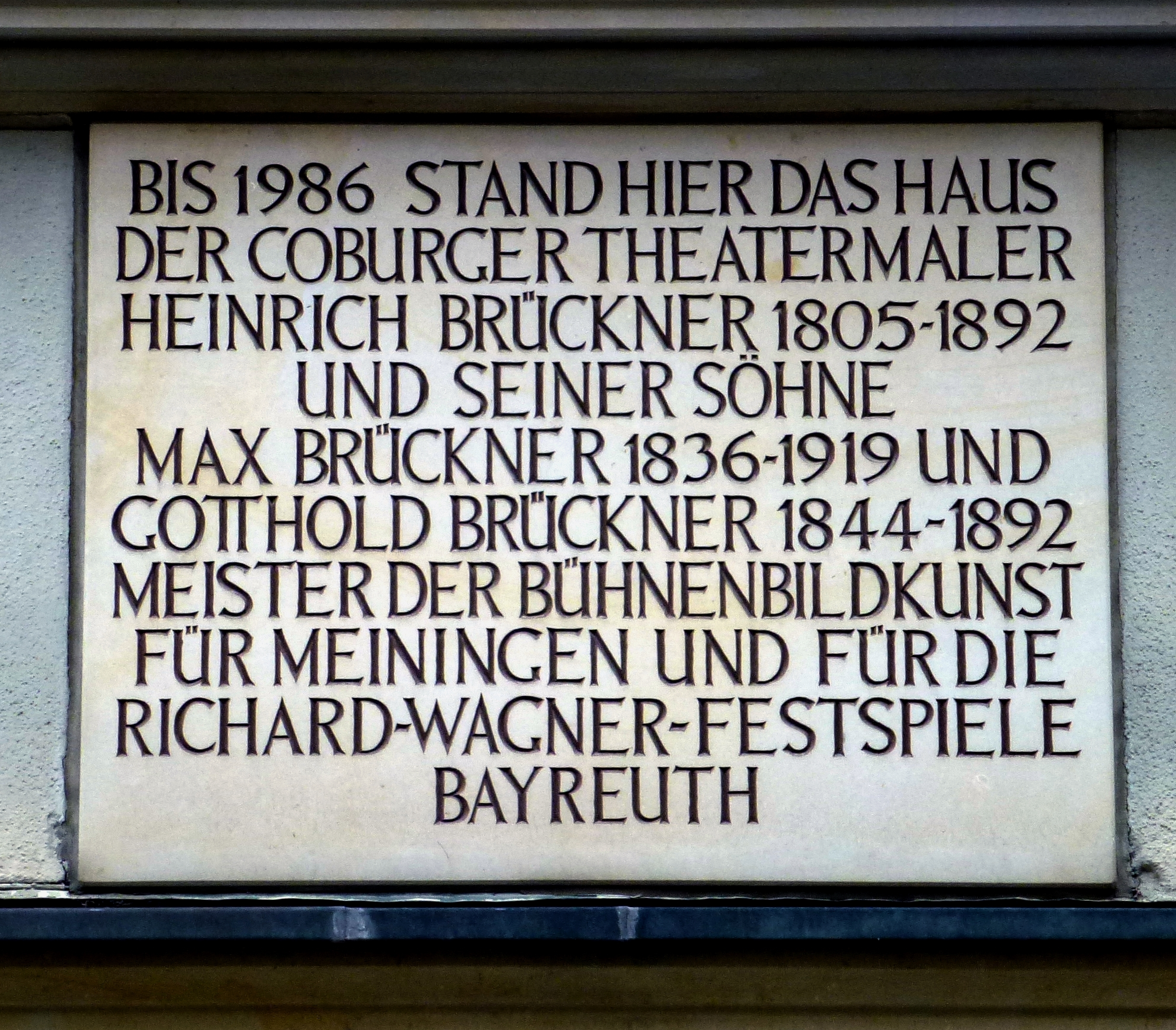
Placa conmemorativa de la familia de artistas Brückner en la casa de Ketschengasse 14 en Coburgo

Heinrich Maximilian Brückner (14 de marzo de 1836-2 de mayo de 1919) fue un pintor de escenografías teatrales alemán.

## Semblanza

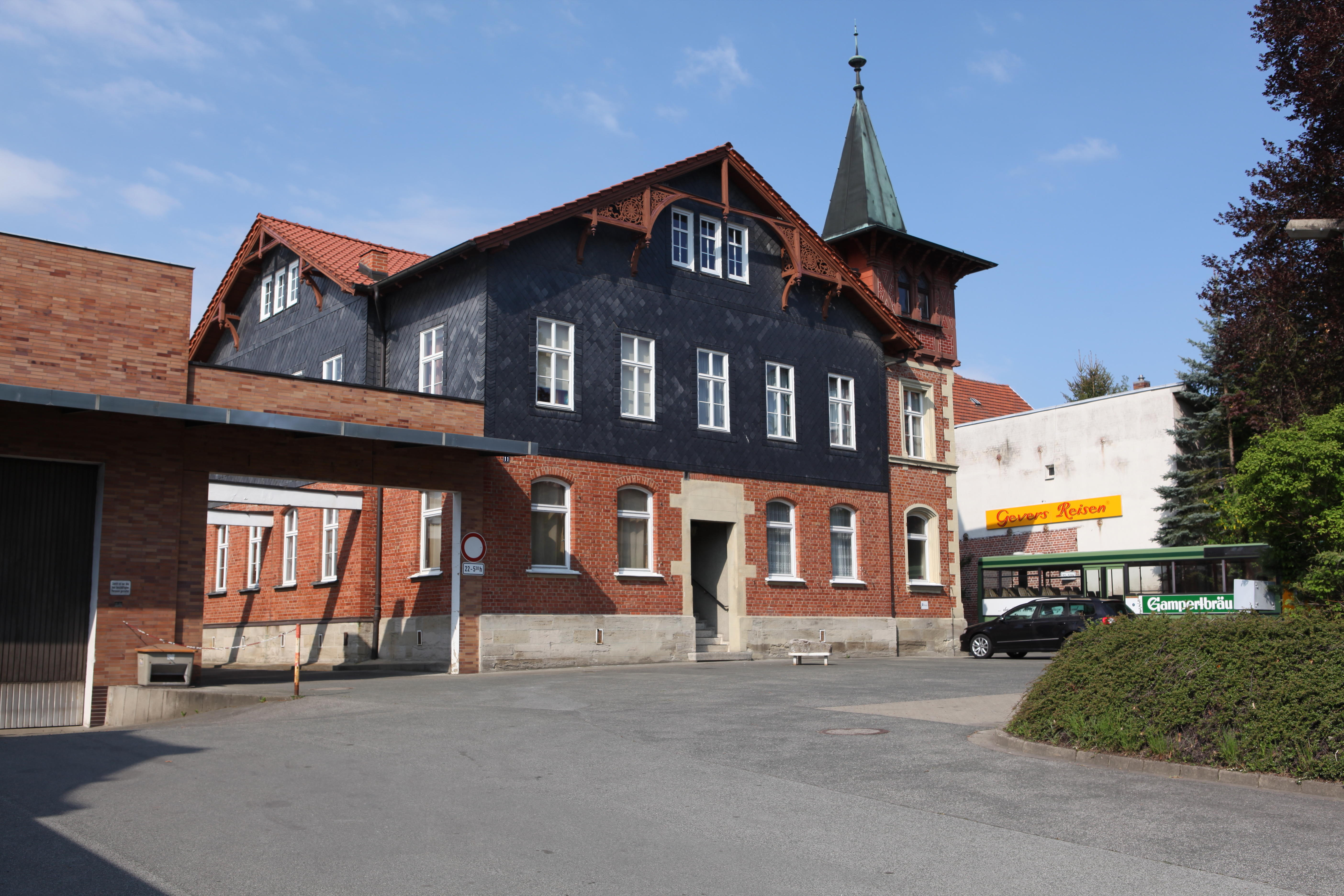
Coburgo, calle Haus Rodacher 11

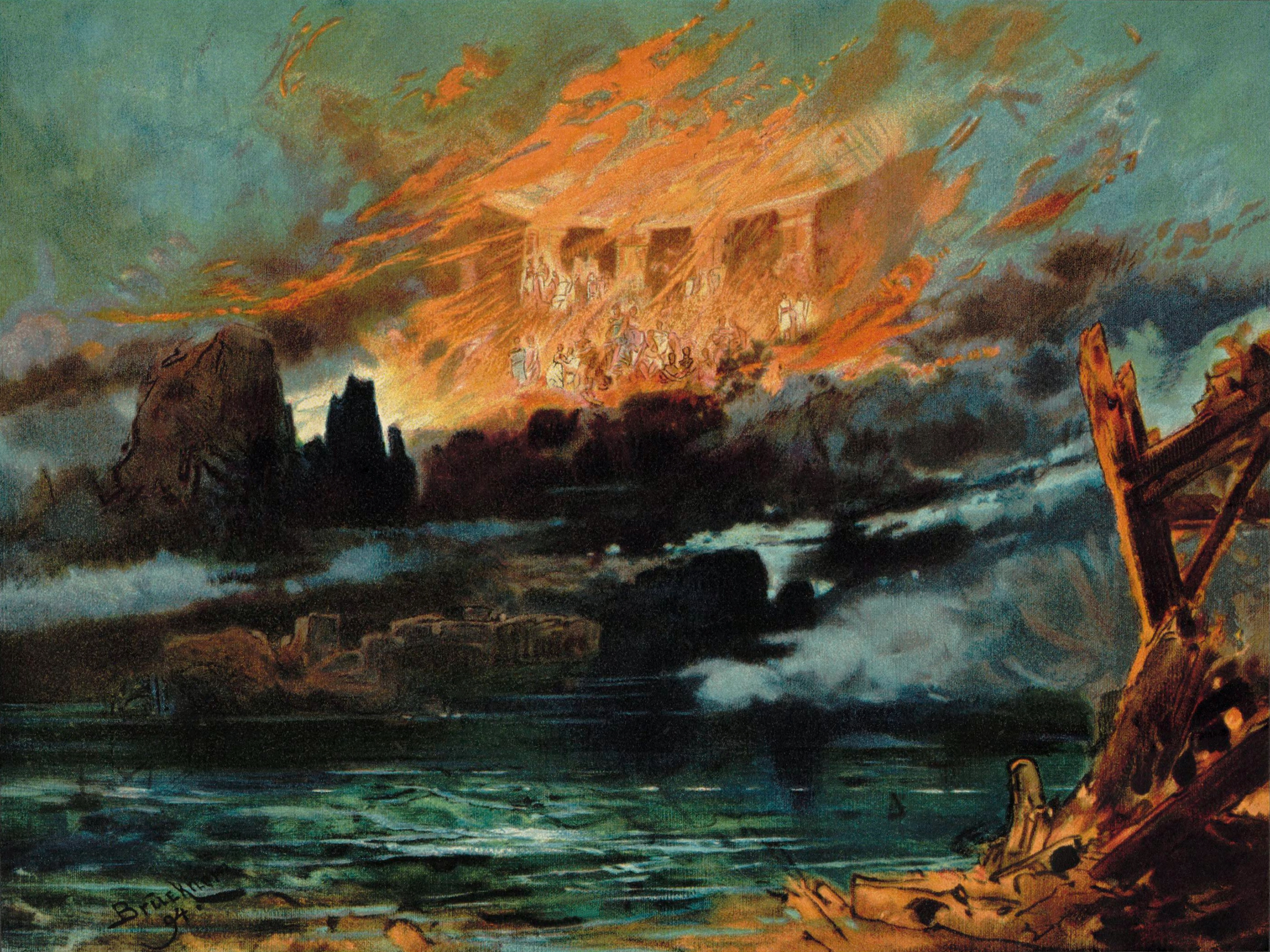
Escenografía para El anillo del nibelungo de Richard Wagner (El ocaso de los dioses, 1896)

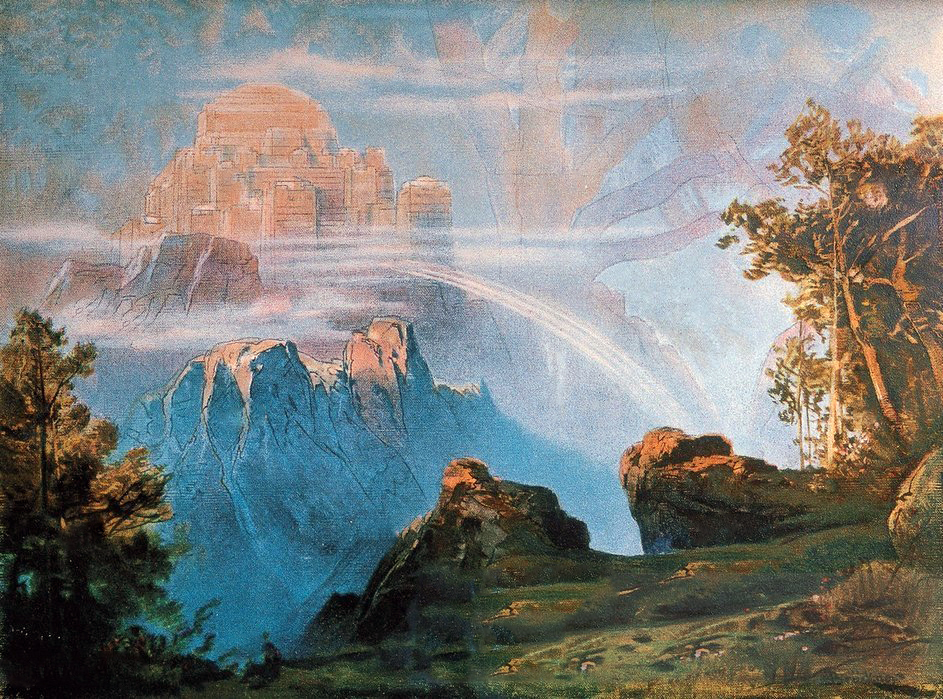
Valhalla, pintura de Max Brückner (1896)

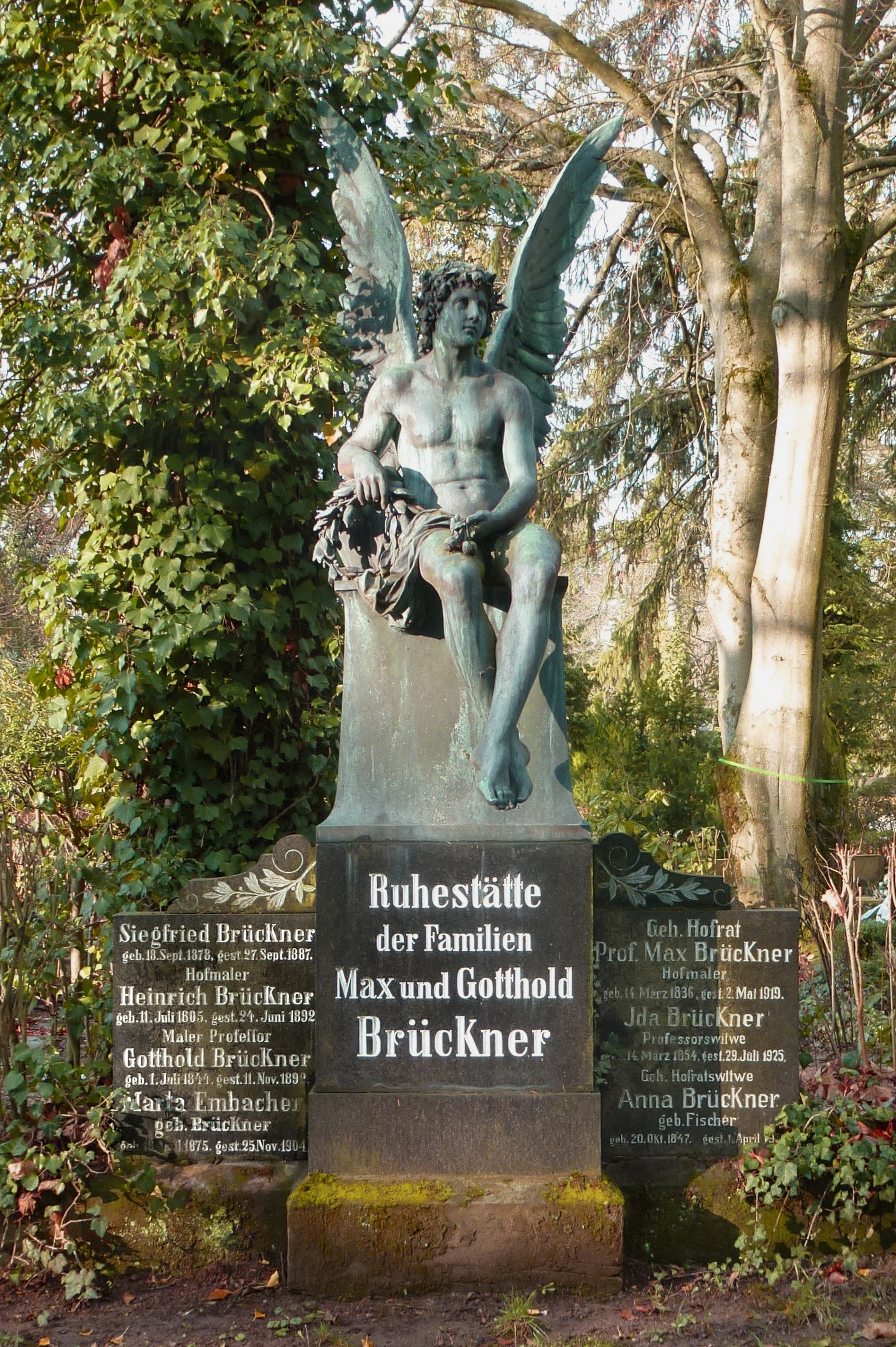
Sepultura de las familias de Max y Gotthold Brückner en el cementerio de Coburgo

Brückner nació en 1836 en Coburgo. Su padre, Heinrich Brückner (1805-1892), trabajó como pintor escenográfico en el Teatro Hof de Coburgo. Max asistió a la Escuela del Consejo Latino hasta los catorce años. Aunque deseaba convertirse en pintor paisajista desde una edad temprana, por deseo de su padre realizó un aprendizaje con un maestro pastelero en Coburgo. Solo después de que demostró su capacidad para ayudar a su padre con el trabajo de pintura, se le permitió completar su formación como pintor de paisajes con Albert Zimmermann en Múnich entre 1854 y 1857. Más adelante continuó su educación con una beca sufragada por el duque de Sajonia Ernesto II en Londres y Berlín, en el estudio de diseño de escenarios de Carl Wilhelm Gropius.
En 1861 realizó un primer encargo para Teatro Estatal de Meiningen, y en 1863 comenzó a trabajar en el Teatro Estatal de Colonia por mediación de Carl Brandt (1828-1881), el tramoyista más famoso de la época. A partir de ahí, se dedicó a realizar escenografías pictóricas para los teatros de la corte de Ernesto II en Coburgo y Gotha. En 1865 fue nombrado pintor vitalicio del teatro de la corte de Coburgo, con autorización expresa para aceptar también encargos externos.
En 1870 fundó su propio estudio en la casa familiar en el número 11 de la calle Rodacher. En 1872 su hermano Gotthold (1844-1892), que también era un talentoso pintor teatral, se unió al estudio, que pasó a llamarse "Gebrüder Brückner - Atelier für szenische Bühnenbilden" (Hermanos Brueckner - Atelier de escenografía escénica). En este taller se diseñaron escenarios para casi todos los principales teatros de Alemania durante unos 40 años. La conexión con el Festival de Bayreuth jugó un papel especial. En 1874, a través de la mediación de Carl Brandt, entró en contacto con Richard Wagner, para quien inicialmente creó los decorados de El anillo del nibelungo, y entre 1882 y 1911 se crearon los decorados de todas las principales óperas de Wagner en el taller de Brückner. Además de en Alemania, para teatros de ciudades como Darmstadt, Mannheim, Wiesbaden, Hamburgo o Colonia); también trabajaron para otros teatros en el extranjero en lugares como Zúrich, San Petersburgo o Nueva York.
Debe mencionarse que Luis II de Baviera también empleó a los hermanos Brückner en algunas ocasiones. A petición suya, le obsequiaron con todos los bocetos y las maquetas de la ópera Parsifal de 1881, que el escenógrafo Paul von Joukowsky solo había esbozado. Luis II se lo agradeció regalándole un valioso anillo a cada uno de los dos hermanos Brückner. En 1884 recibieron el encargo de crear todas las escenografías de Parsifal para las representaciones especiales para el rey.
Los escenarios de los hermanos Brückner fueron conocidos por su representación históricamente precisa y ganaron fama mundial durante décadas. Actualmente se puede contemplar gran parte de ellas en el Museo del Teatro de Meiningen. Gracias a las actuaciones de artistas invitados por la famosa compañía de teatro Die Meininger, los diseños escénicos de Brückner se hicieron internacionalmente famosos en el siglo XIX.
Además, Max Brückner también estuvo activo como pintor de paisajes. La Colección Real Británica contiene alrededor de 19 acuarelas de paisajes pintadas por Max Brückner.
Como no tuvo hijos, Brückner nombró a su alumno Max Kürschner como su sucesor. A partir de 1913, la compañía se denominó "Max Brückner, sucesor de Max Kürschner - Atelier de escenografía escénica". Se quedó ciego en 1914 y donó su patrimonio a las colecciones de arte depositadas en la Fortaleza de Coburgo. Parte de su patrimonio gráfico se encuentra en la Colección de Estudios Teatrales de la Universidad de Colonia.

## Reconocimientos
- El 25 de mayo de 1909, Max Brückner fue nombrado caballero de honor de la "Caballería de San Mauricio" en Coburgo.[3]
- En 1917, después de 55 años al servicio del Teatro Estatal de Coburgo, recibió la Medalla de Oro de las Artes y las Ciencias con la corona de Ernesto II.